# Tropinota
Tropinota es un género de coleóptero de la familia Scarabaeidae. Hay alrededor de 14 especies.

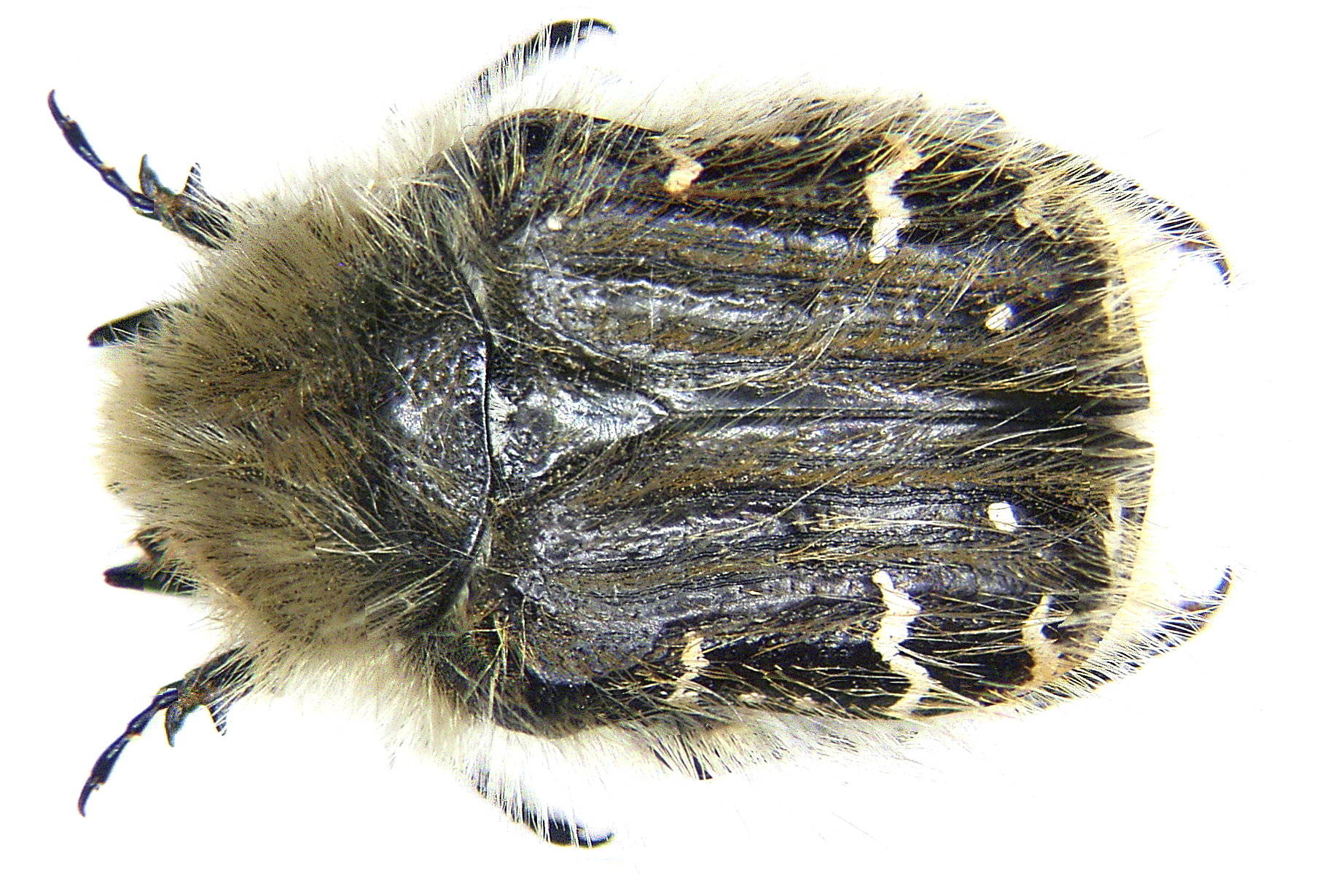
Tropinota turanica